# Pekauman (Grujugan)
Pekauman is een bestuurslaag in het regentschap Bondowoso van de provincie Oost-Java, Indonesië. Pekauman telt 2249 inwoners (volkstelling 2010).